# Чабдин
Чабдин је насељено место у Загребачкој жупанији, у Републици Хрватској. Административно је у саставу града Јастребарског.
Насеље се налази 31 км југозападно од Загреба, а 3 км југоисточно од ауто-пута А-1, на надморској висини од 110 метара, а простире се на површини од 18,47 км2.

## Становништво
Према задњем попису становништва из 2001. године у насељу Чабдин живело је 170 становника који су живели у 36 породичних домаћинстава. Густина насељености је 9,20 становника на км2
Кретање броја становника по пописима 1857—2001.
| година пописа  | 1857. | 1869. | 1880. | 1890. | 1900. | 1910. | 1921. | 1931. | 1948. | 1953. | 1961. | 1971. | 1981. | 1991. | 2001. |
| бр. становника | 127   | 143   | 153   | 185   | 159   | 194   | 201   | 199   | 175   | 165   | 167   | 145   | 164   | 173   | 170   |